# Megaforce (Film)
Megaforce (Alternativtitel MegaForce) ist ein US-amerikanischer Actionfilm aus dem Jahr 1982, bei dem der ehemalige Stuntman Hal Needham Regie führte und Teile des Drehbuchs schrieb. Die Handlung erfand Robert S. Kachler, weitere Teile des Drehbuchs schrieben James Whittaker, Albert S. Ruddy und Andre Morgan. Letztere beiden fungierten auch als Produzenten. Als Hauptdarsteller fungiert Barry Bostwick in der Rolle des Söldners Ace Hunter.

## Handlung
Die friedliche Republik Sardun, ein fiktiver in Südamerika liegender kleiner Wüstenstaat, ist Angriffen ihres aggressiven Nachbarlandes Gamibia schutzlos ausgesetzt. Major Zara und General Byrne-White werden dazu beauftragt, Hilfe bei der Geheimarmee, bestehend aus internationalen Soldaten, zu erbitten. Commander Ace Hunter, Anführer der von Ländern des „freien Westens“ geschaffene Elitetruppe MegaForce, stellt daraufhin eine Truppe bewaffnet mit fortschrittlichen Waffen und Fahrzeugen zusammen. Mit dieser Armee will er die gambischen Streitkräfte unter Führung seines Rivalen und ehemaligen Freund der Militärakademie, Duke Guerera, zerschlagen.
Hunter beginnt, einen Schlachtplan zu entwickeln. Major Zara versucht derweil, selbst ein Mitglied der MegaForce zu werden. Sie muss dafür verschiedene Tests durchlaufen. Durch die gemeinsame Zeit entwickelt jedoch Hunter Gefühle für sie und beschließt aus Angst, sie zu verlieren, sie vom Überfall auf die feindlichen Truppen auszuschließen. Außerdem hat er Angst, dass ihre Anwesenheit als Fremde Misstrauen innerhalb der MegaForce schürt.
Die MegaForce beginnt damit, ihre Kampffahrzeuge in Gamibia zu positionieren. Hunter gelingt es, eine feindliche Basis zu zerstören. Trotz des Erfolgs bekommt er von General Byrne-White mitgeteilt, dass die Regierung Sarduns entschieden hat, dass die MegaForce nicht außerhalb der eigenen Grenzen operieren dürfte, da sie als eine zu gefährliche globale Organisation betrachtet wird.
Der Söldnerführer Guerera allerdings hat dem Einsatzteam der MegaForce am einzigen Fluchtweg, einem ausgetrockneten Seebett, eine Falle gestellt. Guerera schickt seine Panzer los, um den Grund des Sees zu sichern. Derweil entwickelt Hunter einen Plan, um seinen Gegner von hinten anzugreifen. Zu diesem Zweck will er eine Bergkette überqueren.
Der Plan gelingt und die MegaForce kann sich einen Weg durch die gegnerischen Panzer schlagen. Allerdings wird bei der Operation eines der eigenen Frachtflugzeuge schwer beschädigt. Daher ist die Mannschaft dazu gezwungen, die zur Selbstzerstörung programmierte Fahrzeuge zu verlassen. Nachdem das Team sich zu Fuß in Sicherheit bringen konnte, rettet sich auch Hunter auf einem Motorrad mit Raketenmotor auf die Tragfläche eines fahrtüchtigen Fliegers. Obwohl er den Kampf verloren hat, zeigt Guerera Bewunderung für Hunters Gerissenheit und gibt seinem alten Freund einen Daumen nach oben.

## Hintergrund

### Produktion
Das Filmbudget des 1981 entstanden Films lag bei ungefähr 20 Mio. US-Dollar. Die Hauptrolle des Ace Hunter wurde mit Barry Bostwick besetzt, der das Produktionsteam im Bühnenstück Die Piraten von Penzance in Los Angeles von sich überzeugen konnte. Die ersten Entwürfe des Drehbuchs waren ernster und dramatischer, als diese, die final umgesetzt wurden. Als man sich für eine Art Parodie entschied und von brutalen Filmen wie Die Hunde des Krieges weg wollte, entschied man, dass Bostwick die Idealbesetzung sei. Er unterschrieb einen Vertrag, in diesem er zusicherte, in bis zu zwei Fortsetzungen mitzuwirken.
Bostwick äußerte sich einmal zu den Waffen im Film, dass diese nach Erscheinen des Films auch im echten Leben zum Einsatz kämen würden. Außerdem behauptete er, dass die US-amerikanische Regierung den Film sabotierte, da sie eine Lieferung von 40 Panzern verweigerte. Zu der im Film operierenden Einheit MegaForce äußerte er sich positiv und war der Ansicht, „dass eines Tages irgendwo auf der Welt eine echte MegaForce operieren würde“.
Gedreht wurde im US-Bundesstaat Nevada. Im Film wurde eine als Introvision bezeichnete Filmtechnik eingesetzt, wodurch es den Schauspielern ermöglicht wurde, vor Abbildungen und Fotos anstelle klassischer Sets zu drehen. Es wurde verwendet, um das Hauptquartier für die Privatarmee zu schaffen. Die im Film zu sehenden Autos und Motorräder wurden von William Fredrick entworfen. Die Kosten beliefen sich alleine für die Fahrzeuge auf 1 Mio. US-Dollar und nach achtmonatiger Arbeit wurden alle Fahrzeuge geliefert.
Regisseur Hal Needham, der für den Film auch als Stuntman tätig war, wurde während der Dreharbeiten verletzt. Er fiel von einem Motorrad und brach sich mehrere Rippen und zog sich Prellungen zu. Da auf Kostümdesigner verzichtet wurde, wurden alle Kostüme von Mattel produziert. Später schuf Mattel VertiBird und Hot Wheels basierend auf dem Film.
Der Soundtrack stammt von der Musikgruppe 707 über das Label Boardwalk Entertainment Corporation. 2011 erschien das Album über den Filmsoundtrack über BSX Records.

### Veröffentlichung
Der Film erschien in den USA am 25. Juni 1982. Einen Monat später startete der Film am 29. Juli 1982 in den Kinos der Bundesrepublik Deutschland. Am 27. November 2015 erschien der Film als DVD-Fassung im deutschen Videoverleih.
In den Kinos spielte er lediglich 5,7 Mio. US-Dollar ein.
Ebenfalls 1982 erschien bei 20th Century Fox eine von Doug Neubauer unter dem Pseudonym „Dallas North“ geschriebene Videospiel-Umsetzung für den Atari 2600.
In einer Episode der Zeichentrickserie South Park und im deutsch-US-amerikanischen Marionetten-Film Team America wird der Film parodiert.
Der Film erhielt einer Nominierung als schlechtester Film für die Goldene Himbeere 1983. Michael Beck wurde für seine Darbietung des Dallas als schlechtester Nebendarsteller nominiert. Außerdem wurde Hal Needham als schlechtester Regisseur nominiert.
Am 21. April 2023 präsentierten Oliver Kalkofe und Peter Rütten Megaforce auf Tele5 in der Reihe Die schlechtesten Filme aller Zeiten.

## Rezeption
„Comic-strip-ähnliches Zukunftsabenteuer, das mit einer scheinbar naiven Geschichte dümmliche Feindklischees, platte Heldenverehrung und eine rücksichtslose Ideologie vertritt sowie Gewalt verharmlost.“

„Das ist Faschismus für Saubermänner und höhere Töchter.“

Lobend wird sich auf MWJ 2nd Blog über „solide inszenierten Motorrad-Szenen mit aufwändig hergestellten Fahrzeugen und die farbenfrohen Wüstenpanoramen sowie das futuristische Setdesign des geheimen Hauptquartiers“ geäußert. Als weitere Stärke wird das Pendeln „zwischen absichtlicher Ironie und unfreiwilliger Komik“ benannt. Kritisiert wird, dass die Geschichte sehr langsam aufgebaut wird und erst nach einer halben Stunde die Handlung rasanter wird. Als Fazit wird geschrieben, „Leider geht der Daumen nach dem Daumenkuss eher nach unten“ und er erhält final lediglich 3 von maximal 10 Punkten.
Jacko Kunze schreibt für Moviebreak als Fazit, „Schlimme Kostüme, karge Sets, dünne Geschichte, politisch unkorrekt und billig-sexistisch…na denn, warum nicht? MEGAFORCE ist 80er-Jahre-Quatsch mit Anlauf, besser synchronisiert als gemacht und geht schon klar, wenn man sich vom letzten Bergman erholen muss“ und vergibt 5,5 von maximal 10 Punkten.
Im Audience Score, der Zuschauerwertung auf Rotten Tomatoes konnte der Film bei über 1.000 Stimmen eine Wertung von 43 % erreichen. In der Internet Movie Database hat der Film bei fast 4.000 Stimmenabgaben eine Wertung von 3,6 von 10,0 möglichen Sternen.